# بتانگرا
بتانگرا (به انگلیسی: Bethungra) یک شهرک در استرالیا است که در نیو ساوت ولز واقع شده‌است.